# All work and no play makes Jack a dull boy
"All work and no play makes Jack a dull boy" is een Engels spreekwoord dat betekent dat iemand zonder vrije tijd zowel saai als verveeld wordt. Het werd bekend vanwege een vermelding in de film The Shining van regisseur Stanley Kubrick.

## Geschiedenis
Het spreekwoord dook voor het eerst op in 1659, en werd teruggevonden in het boek Proverbs (Spreekwoorden) van de Welshe historicus James Howells (circa 1594–1666). Sommige schrijvers hebben een tweede deel aan het spreekwoord toegevoegd, zoals dat bijvoorbeeld voorvalt in de 19e-eeuwse roman Harry en Lucy Concluded van de Ierse schrijfster Maria Edgeworth. Haar versie van het spreekwoord klinkt als volgt: "All work and no play makes Jack a dull boy. All play and no work makes Jack a mere toy." De vrije vertaling daarvan is: "Altijd maar werken en geen spel maakt van Jack een saaie jongen. Altijd maar spelen en geen werk maakt van Jack louter een speeltje".
Het spreekwoord kwam in 1980 onder de brede publieke aandacht door een vermelding in de film The Shining van de Amerikaanse regisseur Stanley Kubrick. "All work and no play makes Jack a dull boy" dient in de vorm van geschreven palilalie naar de letter als de bevestiging dat de hoofdpersoon uit de film, Jack Torrance, compleet krankzinnig werd als conciërge in een tijdens de wintermaanden verlaten hotel. Jack, een schrijver, typte slechts dit spreekwoord en dat wel meer dan honderd keer. Hij deed dat achter zijn schrijfmachine en dat weken- of maandenlang.
Kubrick zou aanvankelijk andere zinnen (spreekwoorden) in gedachten hebben gehad. "The morning has gold in its mouth" ofwel "Ochtendstond heeft goud in de mond", allemaal in vier verschillende talen. Kubrick was naar verluidt zodanig perfectionistisch dat hij het geluid van een typist liet opnemen die de woorden "Altijd maar werken en geen spel maakt Jack een saaie jongen" typte, omdat elke toets op een schrijfmachine net iets anders klinkt en hij "de authenticiteit wilde waarborgen".